# Vitalij Zastuchov
Vitalij Sergeevič Zastuchov (in russo Виталий Сергеевич Застухов?; Erevan, 27 luglio 1947 – Erevan, 17 novembre 2001) è stato un cestista sovietico.

## Carriera
Con l'Unione Sovietica ha disputato i Campionati mondiali del 1970 e i Campionati europei del 1969.